# Duša Počkaj
Duša Počkaj, née le 16 novembre 1924 à Lendava et morte le 24 juillet 1982 à Ljubljana, est une actrice yougoslave d'origine slovène.

## Biographie
Après le baccalauréat, elle s'inscrit à la faculté d'architecture et, après la Seconde Guerre mondiale, elle étudie à l'Académie des arts dramatiques, dont elle est l'une des premières élèves. De 1946 à sa mort, elle a joué dans le SNG Drama Ljubljana. Elle a fait ses débuts au cinéma dans Jara gospoda (sh). Son œuvre comprend plus d'une centaine de rôles au théâtre et au cinéma et plus d'une centaine de pièces radiophoniques. En 1998, le label Sanje a publié un CD de ses chansons sélectionnées sous le label Šansoni (litt. « Chansons »). Il s'agit d'anciens enregistrements d'archives de pièces radiophoniques et de représentations théâtrales. Duša Počkaj n'a jamais été chanteuse professionnelle et n'a jamais enregistré un seul album. Elle est décédée lors d'une représentation de La Forêt d'Alexandre Ostrovski au théâtre dramatique.

## Galerie

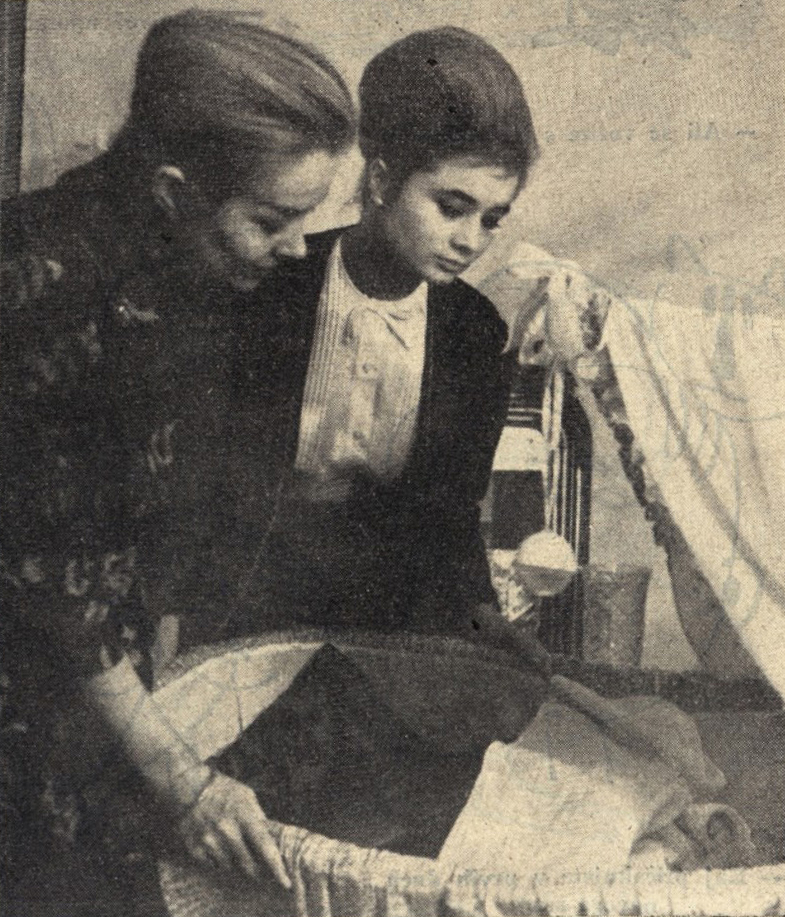
Avec Marta Benčina en 1961
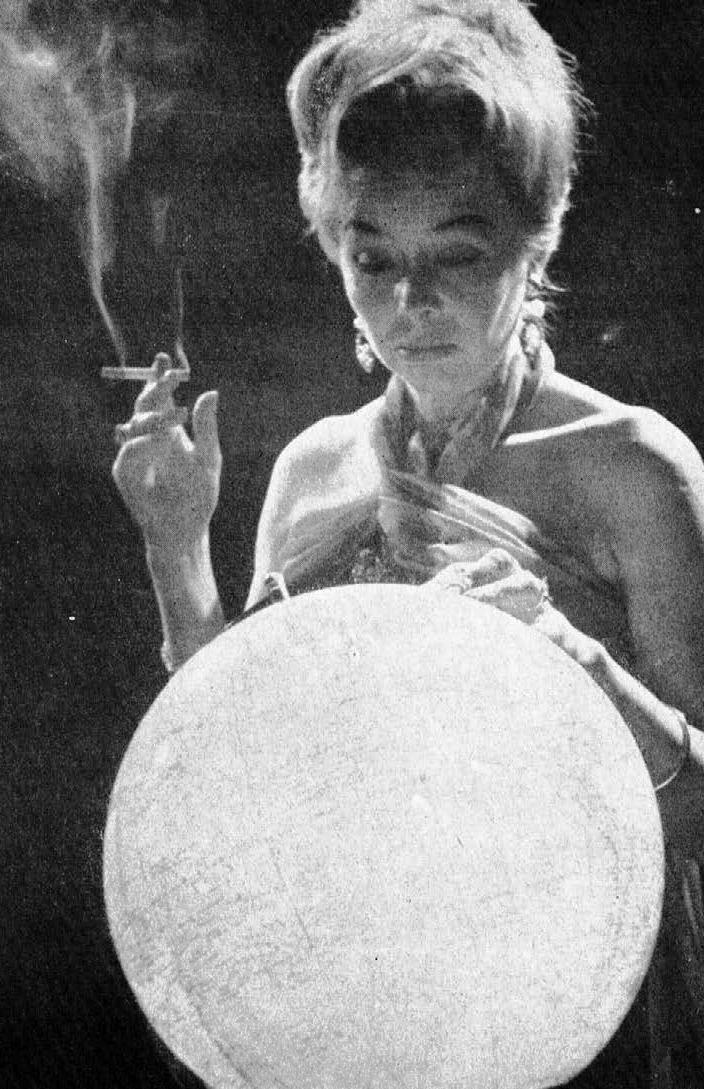
En 1964
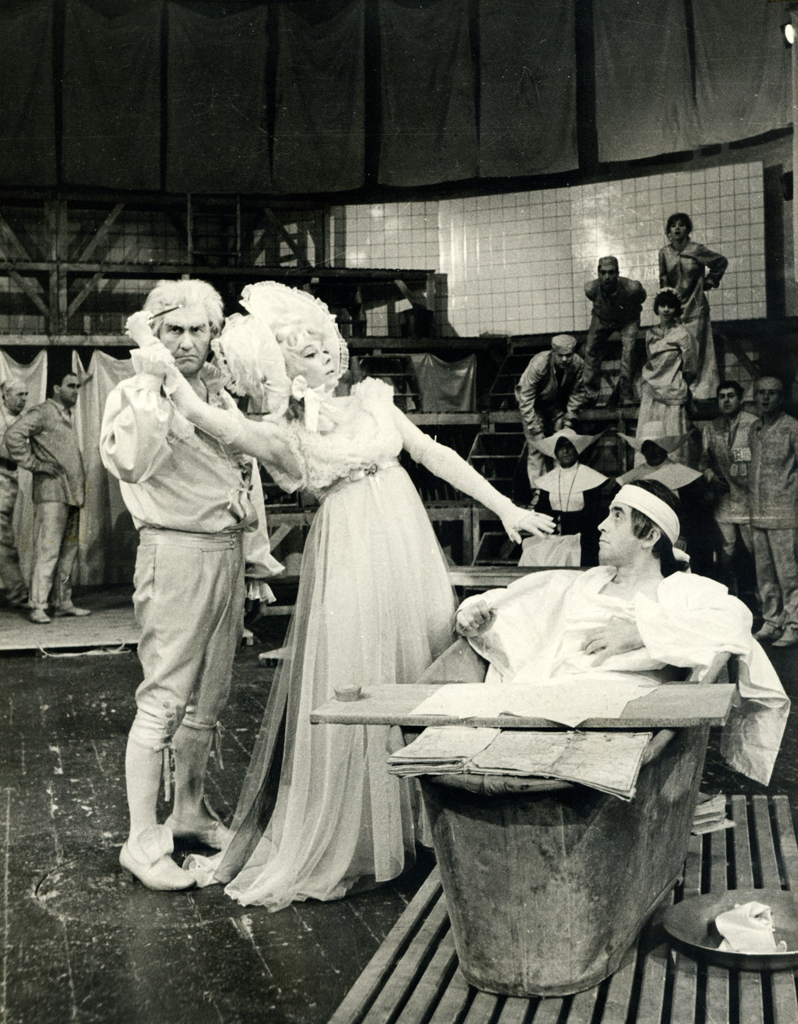
En 1966 avec le SNG Drama Ljubljana dans Marat-Sade de Peter Weiss
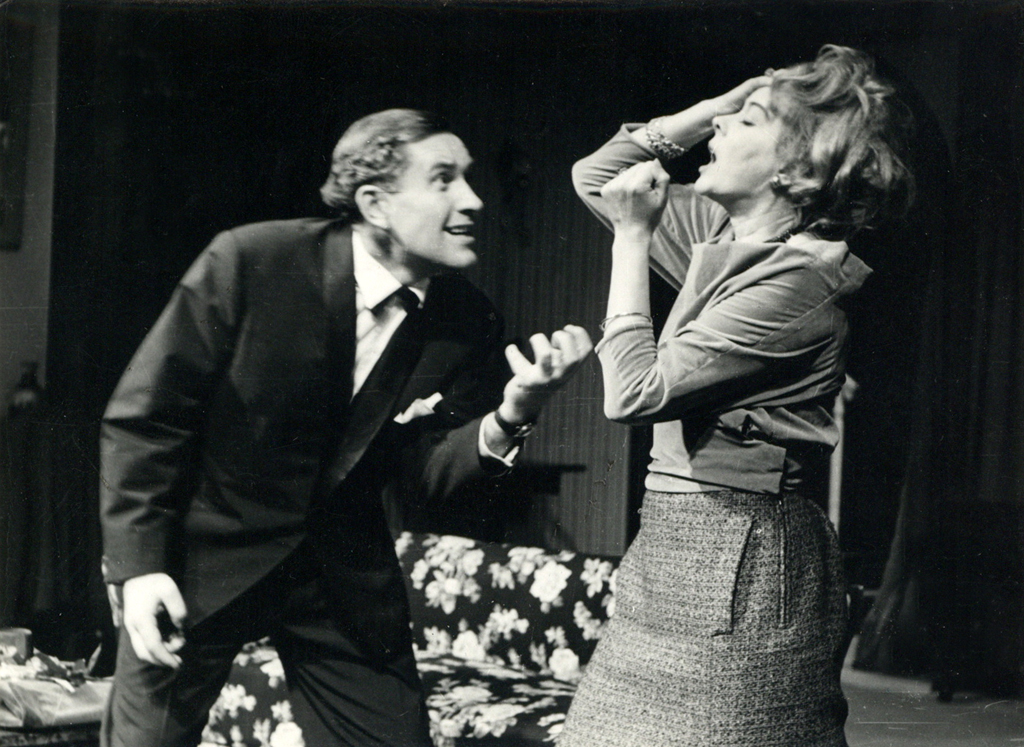
Avec Jurij Souček dans Qui a peur de Virginia Woolf ? d'Edward Albee en 1969

## Filmographie sélective
- 1961 : La Danse sous la pluie

## Récompenses
- 1961 : Grande Arène d'or de la meilleure actrice au Festival du film de Pula